# Amy Klobuchar
Amy Jean Klobuchar (25 de maig de 1960) és una advocada i política estatunidenca que ocupa el càrrec de senadora sènior dels Estats Units per Minnesota. És membre del Partit Demòcrata-Granger-Laborista de Minnesota, la branca del Partit Demòcrata a Minnesota i anteriorment havia servir de Fiscal del Comtat de Hennepin.
Nata a Plymouth, Minnesota, Klobuchar es graduà a la Universitat Yale i a la University of Chicago Law School. Va ser sòcia de dos bufets d'advocats de Minneapolis abans de ser elegida fiscal de comtat pel comtat de Hennepin el 1998, i esdevingué responsable de la fiscalia en el comtat més poblat de Minneapolis. Klobuchar va ser elegida al Senat per primer cop el 2006, essent la primera senadora dona per l'estat de Minnesota, i va ser reelegida el 2012 i 2018. El 2009 i 2010 va ser descrita com a "estrella en ascens" del Partit Demòcrata. Es presentà a les primàries demòcrates per les eleccions presidencials de 2020.